# Fastpath
Fastpath (auch FastPath) ist ein Merkmal zur Reduktion der Latenz bei ADSL-Anschlüssen. Vorteile sind eine bessere Reaktionszeit bei Online-Spielen oder Terminal-Verbindungen (z. B. SSH), eine geringere Sprachverzögerung und bessere Echo-Unterdrückung bei Internet-Telefonie sowie eine geringfügig flüssigere Webnutzung. In seltenen Fällen kann dies die effektive Übertragungsrate beeinträchtigen.

## Technik
Realisiert wird Fastpath durch das Ausschalten von Interleaving, einem Hilfsmittel zur Fehlerkorrektur, auf der Strecke zwischen DSL-Modem und dem Übergabepunkt beim Telefonnetzbetreiber (DSLAM bzw. MSAN). Beim Interleaving werden die Datenblöcke verschachtelt übertragen, um bestimmte Datenfehler, sog. Burstfehler, die durch kurzzeitige elektrische Störungen auf der Telefonleitung entstehen, besser korrigieren zu können. Durch diese Verschachtelung muss gewartet werden, bis ein Datenblock vollständig vorhanden ist, bevor mit dessen Übertragung begonnen werden kann. Dadurch ist die Hin- und Rücklaufzeit der Datenpakete (sogenannte Pingzeit) mit durchschnittlich 60 Millisekunden relativ hoch. Mit der FastPath-Option werden die Datenpakete unverschachtelt übertragen und die Latenz sinkt auf etwa 15 bis 25 Millisekunden je nach Standort beider Netzwerkgeräte.
Eventuell vermehrt auftretende Übertragungsfehler können bei auf TCP basierenden Protokollen erkannt und korrigiert werden (durch erneute Übertragung der betroffenen Pakete), bei verbindungslosen Protokollen (die z. B. UDP nutzen) gehen fehlerhafte Pakete unweigerlich verloren. Die Abschaltung des Interleaving kann dann problematisch werden, wenn die DSL-Verbindung, abhängig von der Leitungsqualität und -länge, bereits an der Grenze ihrer Leistungsfähigkeit (siehe auch Signal-Rausch-Verhältnis) ist. Dies wird vor der Aktivierung von FastPath durch den Telefonnetzbetreiber geprüft.
Manche DSL-Anbieter lassen sich Fastpath mit einer monatlichen Gebühr bezahlen, obwohl es sich dabei um das Abschalten einer bereits vorhandenen Technik handelt.

## Sonstiges
Seit 2009 wirbt die Deutsche Telekom – im Gegensatz zu anderen Anbietern – bei Privatkunden nicht mehr für Fastpath. Für Geschäftskunden bietet T-Systems die „Low Delay“-Option als Quality of Service zur Verringerung der Signallaufzeit.